# Nikolaï Rouzski
 (juin 2024).
Si vous disposez d'ouvrages ou d'articles de référence ou si vous connaissez des sites web de qualité traitant du thème abordé ici, merci de compléter l'article en donnant les références utiles à sa vérifiabilité et en les liant à la section « Notes et références ».
Nikolaï Vladimirovitch Rouzski (en russe : Николай Владимирович Рузский ; né le 18 mars 1854 et mort le 18 octobre 1918 à Piatigorsk), général de l'armée russe, est considéré comme l'homme qui, le premier, a convaincu le tsar Nicolas II d'abdiquer, lors des premiers jours de la Révolution russe.

## Début de carrière
D'origine finlandaise, Rouzski est le fils d'une lingère de l'administration des palais impériaux. Son vrai nom étant Krewer, il fait changer son nom en « Rouzski », parce qu'avec un patronyme russe, il lui serait plus facile de gravir les échelons militaires. Il fait ses études au gymnasium de Saint-Pétersbourg en 1870 puis à École d'artillerie Constantin en 1872, commence sa carrière comme officier pendant la guerre russo-turque de 1877-1878 puis devient général de brigade. De 1896 à 1902, il commande le district militaire de Kiev. Il est chef d'état-major de la IIe armée mandchourienne lors de la guerre russo-japonaise de 1904. Après les premières défaites, il se fait porter malade et ne revient pas sur le front.

## LaPremière Guerre mondiale

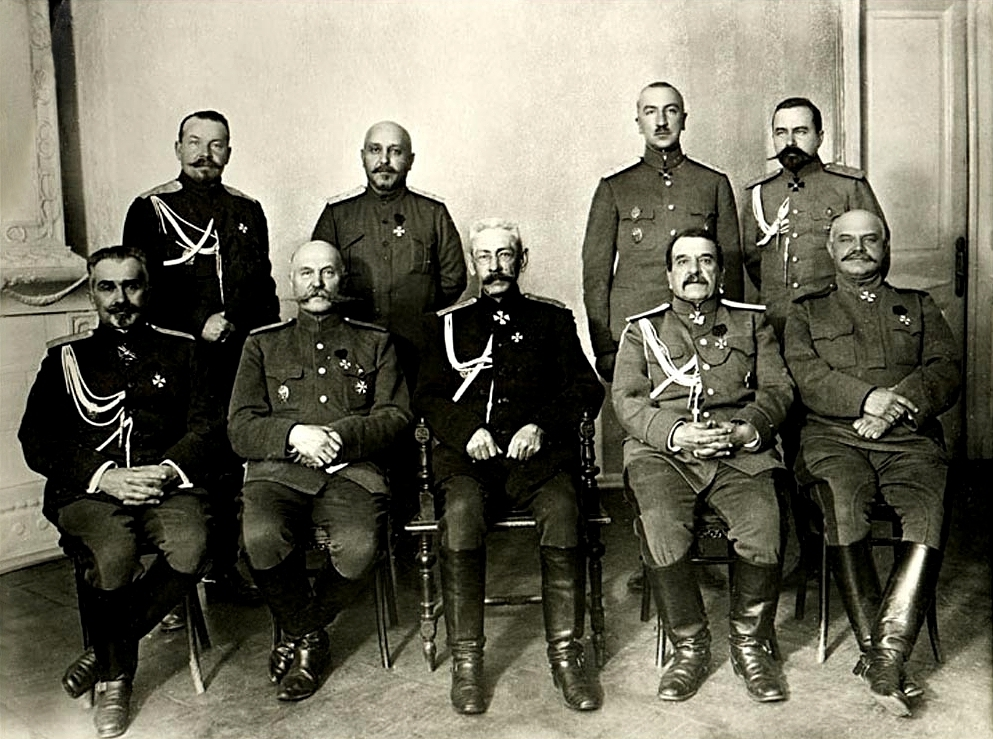
Généraux de l’Armée Impériale Russe en 1916 (Assis : Yuri Danilov, Alexander Litvinov, Nikolai Ruzsky, Radko Dimitriev et Abram Dragomirov; Debout : Vasily Boldyrev, Ilia Odishelidze, V.V. Belyaev, Evgeny Miller)

En 1914, au début de la Grande Guerre, il commande la 3e armée sur le front de Galicie. Conjointement avec la 8e armée  du général Alexis Broussilov, il pénètre en Autriche-Hongrie en août et s'empare de Lemberg le 3 septembre. Au cours de l'automne, les deux armées parviennent à contenir la contre-attaque autrichienne puis, en novembre, Rouzski reprend l'offensive et réinvestit Przemyśl.
Comme récompense, Nicolas II lui offre le commandement du front Nord-Ouest. Il s'y fait une réputation de bon tacticien mais sensible au découragement. En février 1915, il se retire de Prusse-Orientale mais met en échec l'offensive allemande en Pologne. En mars, il a la bonne idée de prendre un congé de maladie, et c'est son successeur, le général Alekseïev, qui doit subir les coups de boutoir de l'offensive Hindenburg, laquelle a pour conséquence la retraite catastrophique de l'armée russe au printemps 1915. Lorsque Rouzski reprend le commandement, après la prise de Kovno, le 8 août, ses troupes continuent à évacuer la Pologne et une partie des pays baltes. En fait, il tente de battre en retraite en limitant les pertes du mieux qu'il le peut.
En décembre 1915, il prend un nouveau congé de maladie à la suite d'une pleurésie. Au printemps 1916, le tsar, déçu, refuse de lui rendre son poste. Rouzski fait alors plusieurs démarches pour retourner au front. Il fait appel aux journaux puis aux grands-ducs pour qu'ils tentent d'influencer l'empereur. Il semble que son dernier recours ait été Raspoutine. En juillet 1916, il récupère le commandement du front Nord, en plus de la responsabilité de la région militaire de Petrograd. C'est donc lui qui a la charge d'envoyer des troupes dans la capitale si des émeutes deviennent incontrôlables.

## Rouzski et Nicolas II
Lorsque la Révolution débute, en mars 1917, Rouzski est à son quartier-général de Pskov. C'est avec inquiétude qu'il y voit arriver Nicolas II, le 14 mars, avec son train impérial. Le tsar était parti de la Stavka de Moghilev afin de se rendre à Petrograd pour y rétablir l'ordre mais en avait été empêché. Il avait alors bifurqué vers Pskov afin d'obtenir l'aide de Rouzski.
Depuis les hésitations du tsar à lui rendre son commandement, il semble que la loyauté du commandant du front Nord soit devenue douteuse. Il refuse d'envoyer des troupes à Petrograd et convainc le tsar d'instaurer un gouvernement responsable devant la Douma. Un télégramme de Michel Rodzianko, président de la Douma, l'informe cependant que cette annonce vient trop tard. Un Gouvernement provisoire vient d'être formé, ainsi qu'un Soviet des ouvriers et des soldats, et les deux nouveaux pouvoirs s'entendent pour que le tsar abdique le plus rapidement possible.
Rouzski s'empresse alors de demander à tous les commandants en chef du Front russe de lui envoyer des télégrammes réclamant l'abdication. Le matin du 15 mars, il emmène au tsar toutes les réponses positives des généraux. Après quelques ultimes hésitations, Nicolas II accepte de renoncer au trône. Les délégués de la Douma, Alexandre Goutchkov et Vassili Choulguine (en), venus à Pskov pour rencontrer le tsar, n'ont plus qu'à entériner l'acte d'abdication.

## Fin de carrière
Rouzski subit bientôt les conséquences de la Révolution de février. L'Ordre no 1, rédigé par le Soviet et accepté par le Gouvernement provisoire, instaure l'égalité complète entre soldats et officiers, soit l'abolition de la discipline militaire traditionnelle. Rouzski demande l'envoi de quatre corps d'armée à son Q. G. afin de rétablir l'ordre mais on les lui refuse.
Goutchkov, nouveau ministre de la Guerre, se méfie de lui et le destitue. Il est remplacé sur le front Nord par le général Tcheremissov.
Au début de 1918, Rouzski est arrêté par les Bolcheviks et emmené comme otage à Piatigorsk, dans le nord du Caucase. Il y est fusillé par la Tchéka, en septembre, à la suite d'une tentative d'assassinat sur Lénine.

## Décorations
Ordre de Saint-Georges de 4e et de 3e degrés en août 1914 pour sa participation à la bataille de Lemberg puis de 2e degrés en octobre de la même année.